# Избранный (телесериал)
«И́збранный» (англ. Chosen) — американский телесериал в жанре экшн-триллера, созданный Беном Кетаем и Райаном Льюисом. Шоу выходит онлайн на Crackle с 17 января 2013 года.
30 апреля 2014 года компания Crackle продлила телесериал на четвёртый сезон, который так и не был выпущен. В июне 2016 года Вентимилья сообщил в Твиттере, что у сериала есть лишь маленький шанс на возвращение.

## Сюжет
Иэн Митчелл (Майло Вентимилья) — юрист и отец, который однажды получает коробку с пистолетом и фото незнакомца, вместе с инструкциями, в которых ему приказано убить человека на фото. Он обнаруживает, что он был выбран таинственной организацией, известной как «Наблюдатели» для участия в смертельной игре. Никки Уилан играет роль его бывшей жены, а Чад Майкл Мюррей — другого игрока в этой игре.

## В ролях
| Актёр            | Персонаж     | Эпизоды | Сезоны    | Сезоны    | Сезоны       |
| Актёр            | Персонаж     | Эпизоды | 1         | 2         | 3            |
| ---------------- | ------------ | ------- | --------- | --------- | ------------ |
| Майло Вентимилья | Иэн Митчелл  | 15      | Постоянно | Постоянно |              |
| Никки Уилан      | Лора Митчелл | 12      | Постоянно | Постоянно |              |
| Кейтлин Кармайкл | Элли Митчелл | 15      | Постоянно | Постоянно | Постоянно    |
| Дидрих Бадер     | Дэниел Истон | 4       | Постоянно |           |              |
| Бретт Даверн     | Пол          | 3       | Постоянно |           |              |
| Чад Майкл Мюррей | Джейкоб Орр  | 12      |           | Постоянно | Постоянно    |
| Роуз Макгоуэн    | Джози Акоста | 12      |           |           | Постоянно    |
| Сара Ремер       | Эйвери Шарп  | 11      |           | Постоянно | Постоянно    |
| Брэндон Раут     | Макс Грегори | 6       |           | Постоянно | Периодически |

## Эпизоды
| Сезоны | Сезоны | Эпизоды | Оригинальная дата показа | Оригинальная дата показа |
| Сезоны | Сезоны | Эпизоды | Премьера сезона          | Финал сезона             |
| ------ | ------ | ------- | ------------------------ | ------------------------ |
|        | 1      | 6       | 17 января 2013           | 17 января 2013           |
|        | 2      | 6       | 12 декабря 2013          | 26 декабря 2013          |
|        | 3      | 6       | 15 апреля 2014           | 15 апреля 2014           |